# Schreiber Tamás
Schreiber Tamás (Thomas Schreiber) (Budapest, 1929. március 18. – Párizs, 2015. január 28.) magyar származású francia publicista, újságíró, politológus.

## Életpályája
A kommunizmus elől menekülve 1949-ben Franciaországban telepedett le. 1953–1955 között a Párizsi Egyetem Bölcsészettudományi Karán tanult. 1954-től újságíró; a L'Express gyakornoka volt. 1954–1956 között a párizsi Politológiai Főiskola hallgatója volt. 1956-tól a Le Monde budapesti tudósítója volt; az 1956-os forradalomról is ő tudósított. 1958-tól a Radio France International diplomáciai tudósítója, 1960–1994 között belső munkatársa, 1989–1995 között vezető szerkesztője volt. 1994-től a saint-cyri katolikus főiskola vendégprofesszora volt; közép- és kelet-európai szeminárium-vezető volt.
Rendszeresen publikált a Le Monde-ban. 9 közép- és kelet-európai témájú könyv, valamint 5 útikönyv szerzője.

## Művei
- Le Christianisme en Europe orientale, Christianisme Contemporain, 222 p., 1961
- La Yougoslavie de Tito, Paris, Presses de la Cité, coll. dirigé par Roger Pic, 111 p., 1977
- Dominique Venner, Thomas Schreiber et Jérôme Brisset, Grandes énigmes de notre temps, Genève, Éditions Famot, 1978, 248-[24] p., 18 cm;
- Avec Noëlle Velly et Jean-Luc Porte, Mogadiscio : Tournant du terrorisme, Diffusion F. Beauval, 252 p., 1978
- Hongrie : la transition pacifique, Paris, Le Monde Éditions, 150 p., 1991
- Les actions de la France à l'Est ou les absences de Marianne, Paris, Éditions L'Harmattan, 256 p., 2000
- J'ai choisi la France, Paris, France-Empire, 332 p., 2010

## Díjai
- Chevalier des Arts et des Lettres (1993)[3]
- A Magyar Érdemrend tisztikeresztje (1997)[3]
- Nagy Imre-emlékplakett (1999)[4]

## Fordítás
- Ez a szócikk részben vagy egészben  a   Thomas Schreiber című francia Wikipédia-szócikk ezen változatának fordításán alapul.  Az eredeti cikk szerkesztőit annak laptörténete sorolja fel. Ez a jelzés csupán a megfogalmazás eredetét és a szerzői jogokat jelzi, nem szolgál a cikkben szereplő információk forrásmegjelöléseként.